# Holstebro Provsti
Holstebro Provsti er et provsti i Viborg Stift.  Provstiet ligger i Holstebro Kommune .
Holstebro Provsti består af 21 sogne med 22 kirker, fordelt på 12 pastorater.

## Pastorater
| Pastorater i Holstebro Provsti | Pastorater i Holstebro Provsti | Pastorater i Holstebro Provsti |
| ------------------------------ | ------------------------------ | ------------------------------ |
| Borbjerg Pastorat              | Ejsing Pastorat                | Holstebro Pastorat             |
| Idom-Råsted Pastorat           | Måbjerg-Ellebæk Pastorat       | Mejdal Pastorat                |
| Naur-Sir Pastorat              | Nørre Felding-Tvis Pastorat    | Nørrelands Pastorat            |
| Ryde-Handbjerg-Mejrup Pastorat | Sahl Pastorat                  | Sevel-Herrup-Trandum Pastorat  |

## Sogne
| Sogne i Holstebro Provsti | Sogne i Holstebro Provsti | Sogne i Holstebro Provsti |
| ------------------------- | ------------------------- | ------------------------- |
| Borbjerg Sogn             | Ejsing Sogn               | Ellebæk Sogn              |
| Handbjerg Sogn            | Herrup Sogn               | Hogager Sogn              |
| Holstebro Sogn            | Idom-Råsted Sogn          | Mejdal Sogn               |
| Mejrup Sogn               | Måbjerg Sogn              | Naur Sogn                 |
| Nørre Felding Sogn        | Nørrelands Sogn           | Ryde Sogn                 |
| Sahl Sogn                 | Sevel Sogn                | Sir Sogn                  |
| Trandum Sogn              | Tvis Sogn                 | Vinderup Sogn             |